# 黎州 (北周)
黎州，中国南北朝时设置的州。
北周天和三年（568年）置；隋朝时废；武周大足元年（701年）复置，治所在汉源县（今四川省汉源县北，明朝时废入黎州）。神龙三年（707年）黎州废，开元四年（716年）复置。天宝初年，改汉源郡，乾元初年，复称黎州。下辖大渡河两岸三县十一城，黎州都督府领五十五州，为剑南西部边防要地；明朝洪武八年（1375年），改黎州长官司，又升黎州安抚司，万历时降为黎州千户所；清朝初年，改为黎大千户所，雍正八年（1730年），改置清溪县。
| 唐朝黎州辖县 | 唐朝黎州辖县                                 |
| ------------ | -------------------------------------------- |
| 701年        | 汉源县、飞越县、阳山县                       |
| 706年        | 汉源县、飞越县（阳山县改属巂州）             |
| 707年        | 废除黎州，汉源县、飞越县改属雅州             |
| 716年        | 汉源县、飞越县、阳山县（复置黎州）           |
| 668年        | 汉源县、（废除飞越县）、阳山县（改为通望县） |
| 780年        | 汉源县、通望县（复置飞越县）                 |
| 869年        | 汉源县、通望县、飞越县                       |

唐朝黎州刺史（都督）
- 王佺（705年）
- 宋微（707年）
- 韦晋（788年）
- 王有道（802年）
- 郝同美（813年）
- 刘煟（825年）
- 张经（大中年间）
- 吴行鲁（咸通年间）
- 严师本（870年）
- 黄景复（874年—875年）
- 杜冈（875年—876年）
- 张惠安（乾宁年间）
- 山行章（897年）
- 曹岳（唐末）